# Villarreal (concejo)
Villarreal (oficialmente Legutio) es un concejo del municipio de Villarreal de Álava, en la provincia de Álava, País Vasco (España).

## Demografía
| Gráfica de evolución demográfica de Legutio entre 1842(1) y 2021 |
| |
| (1) En estos censos se denominaba Villareal (2) En estos censos se denominaba Villareal de Álava (3) En estos censos se denominaba Legutiano Población de derecho según los censos de población del INE. Población de hecho según los censos de población del INE. |

| Gráfica de evolución demográfica de Villarreal entre 2000 y 2017 |
|                                                                  |
| Población de derecho según los censos de población del INE.      |